# Alopochen mauritiana
El ganso de Mauricio (Alopochen mauritiana) es una especie extinta de ave anseriforme de la familia Anatidae endémica de la isla de Mauricio. Fue observada por última vez en 1693, cuando se citó como "rara", sin embargo en 1698 no pudo ser hallada. Aunque actualmente es conocida solo por dos articulaciones carpometacarpianas descritas por Cowles en 1987, existen numerosos informes de viajeros sobre esta especie. Habitaba los bosques y lugares húmedos de la isla. Probablemente su extinción se debió a la caza, ya que fue descrito como "no muy grande, pero gordo y bueno".